# Naissance en 1093
Naissance
- 1089
- 1090
- 1091
- 1092
- 1093
- 1094
- 1095
- 1096
- 1097

Cette page dresse une liste de personnalités nées au cours de l'année 1093 :
- 16 janvier : Isaac Comnène, troisième fils de l'empereur byzantin Alexis Ier Comnène et de l'impératrice Irène Doukas.

- Conrad III de Hohenstaufen, empereur romain germanique (fin en 1152).
- Gerhoh de Reichersberg théologien allemand.
- Philippe de Mantes, comte de Mantes.
- Grégoire III Pahlavouni, catholicos de l'Église apostolique arménienne.
- Sancho Alfónsez, noble espagnol.
- Simon de Sicile, 2e comte normand de Sicile.
- Simon Ier de Vermandois, noble français et évêque de Noyon
- Ahmed Yasavi, poète et un soufi.

date incertaine (vers 1093)
- Baudouin VII de Flandre, comte de Flandre.
- Hugues Primat, poète latin.

## Crédit d'auteurs
- Cet article est partiellement ou en totalité issu de l'article intitulé « 1093 » (voir la liste des auteurs).